# فرد كوستر
فرد كوستر (بالإنجليزية: Fred Koster)‏ هو لاعب كرة قاعدة أمريكي، ولد في 21 ديسمبر 1905 في لويفيل في الولايات المتحدة، وتوفي في 24 أبريل 1979 في سانت ماثيوز في الولايات المتحدة.

## وصلات خارجية
- فرد كوستر على موقعبيزبول رفرنس.كوم (الدوري الرئيسي) (الإنجليزية)